# Nulla sul serio
Nulla sul serio (Nothing Sacred) è un film del 1937, diretto da William A. Wellman.
Nella forma della screwball comedy, il film, sceneggiato da Ben Hecht, denuncia la capacità manipolatoria propria dei mezzi di comunicazione che, a loro volta, finiscono per essere facili vittime di semplici persone animate da banali intenti egoistici.

## Trama
Per colpa del valente giornalista Wally Cook, il Morning Star è vittima di una colossale bufala. Il direttore del prestigioso quotidiano newyorchese punisce così il responsabile che per riscattarsi si propone di fare un servizio su un piccolo caso che potrebbe avere grande risalto. Si tratta di una ragazza nel Vermont, Hazel Flagg, alla quale a causa di una contaminazione da radio sono stati diagnosticati pochi mesi di vita. Narrare in esclusiva il dramma di questa sfortunata ragazza potrebbe rilanciare il quotidiano dopo le recenti cadute.
Così Wally Cook si reca a Warsaw, nella profonda provincia americana, dove i giornalisti di città sono visti malissimo. Fatica persino a rintracciare la ragazza, finché non la vede mentre questa si reca dal suo medico e allora l'attende all'uscita. Il dottor Downer svela alla giovane che le nuove analisi hanno rivelato che lei sta benissimo e che la prima diagnosi era sbagliata. All'incontenibile gioia segue la constatazione che ora, per godersi ugualmente una licenza dagli impegni lavorativi durante la quale sarebbe voluta andare a New York, occorre la complicità del medico curante... All'uscita, mentre rompe in un pianto, il giornalista che l'attendeva fraintende il senso delle lacrime, in realtà di gioia, e per consolarla e perseguire il suo disegno di sfruttamento del dramma, le propone di portarla con sé in aereo a New York. La ragazza vede materializzarsi un sogno e noncurante del fatto che questo comporti di dover sostenere che sia ancora malata, accetta, ottenendo anche di farsi accompagnare dal suo medico, ben disposto ad assecondarla in quanto convinto di meritare un risarcimento dal Morning Star per una vecchia questione.
A New York Hazel Flagg diventa subito popolarissima e il suo atteggiamento spensierato è interpretato come eroico ed esaltato dalle cronache del Morning Star che cavalca l'onda del successo.
Hazel si innamora di Wally e quando decide di uscire dall'imbarazzo della situazione fingendo un suicidio, è proprio il premuroso giornalista a trarla in salvo. Wally, di sua iniziativa, ha anche chiamato un luminare europeo per provare il tutto per tutto per salvarla. Scoperto che la ragazza è sanissima, per l'uomo alla sua seconda bufala sta per aprirsi il baratro. Quando però Hazel confessa la verità alla sola presenza del sindaco e di altre grandi autorità, tutti di comune accordo decidono che al punto al quale si sono spinti ormai tutti, non è il caso di negare alla popolazione un'eroina ormai consacrata come tale.
Così, mentre ne viene celebrato il solenne funerale, Hazel è già lontana a coronare il suo sincero amore con Wally.

## Produzione
Il film è stato girato tra New York e la California meridionale.

## Distribuzione
Distribuito dalla United Artists, il film uscì nelle sale cinematografiche statunitensi il 26 novembre 1937.

## Remake
Nel 1954 Il regista Norman Taurog realizzò un remake del film, intitolato Più vivo che morto ed interpretato dalla coppia comica Dean Martin e Jerry Lewis.